# Stactobia loni
Stactobia loni är en nattsländeart som beskrevs av Schmid 1983. Stactobia loni ingår i släktet Stactobia och familjen smånattsländor. Inga underarter finns listade i Catalogue of Life.